# LTCC
Низькотемпературна спільно випалювальна кераміка (Low Temperature Co-Fired Ceramic, LTCC) - технологія низькотемпературної спільно випалювальної кераміки використовувана для створення мікрохвильових випромінювальних пристроїв включаючи Bluetooth і WiFi-модулі в багатьох смартфонах. Широко відома по застосуванню в виготовленні АФАР радарів винищувача п'ятого покоління Т-50 і танка четвертого покоління Т-14.

## Галузь застосування
Технологія стала відома широкій публіці по використанню при створенні АФАР радарів, де в тонкій скляній пластині розміщувалися вічка радара. Однак на практиці пристрої на LTCC-технології зустрічаються дуже часто в побутовій техніці від різних вбудованих антен смартфонів до різних випромінювачів в деяких мікрохвильових печах.

## Що з себе являє готовий LTCC-пристрій

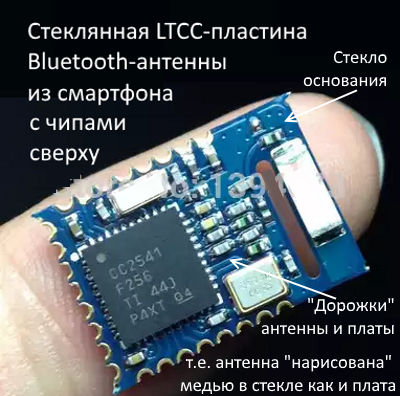
Приймач Bluetooth з типового смартфона. Синя підкладка під чипами - це LTCC пластина на якій "намальовані" доріжки для пайки чипів, а також і сама антена.

LTCC пристрій являє собою тонку скляну панель в якій всередині в результаті випалення з'явилися металеві провідники, які грають роль:
- Друкованої плати для напаювання зверху чипів
- Різних антен прийому і випромінювання сигналу в тому числі складної форми як спіральна для поляризованих радіохвиль, що широко застосовується у військових і цивільних цілях
- У LTCC пристрої можуть бути реалізовані найпростіші елементи як резистори, котушки індуктивності, конденсатори[1], що дозволяє LTCC використовувати не тільки як заміну звичайній друкованій платі, а й реалізувати частину електроніки всередині керамічної пластини[1]

## Технологія виготовлення

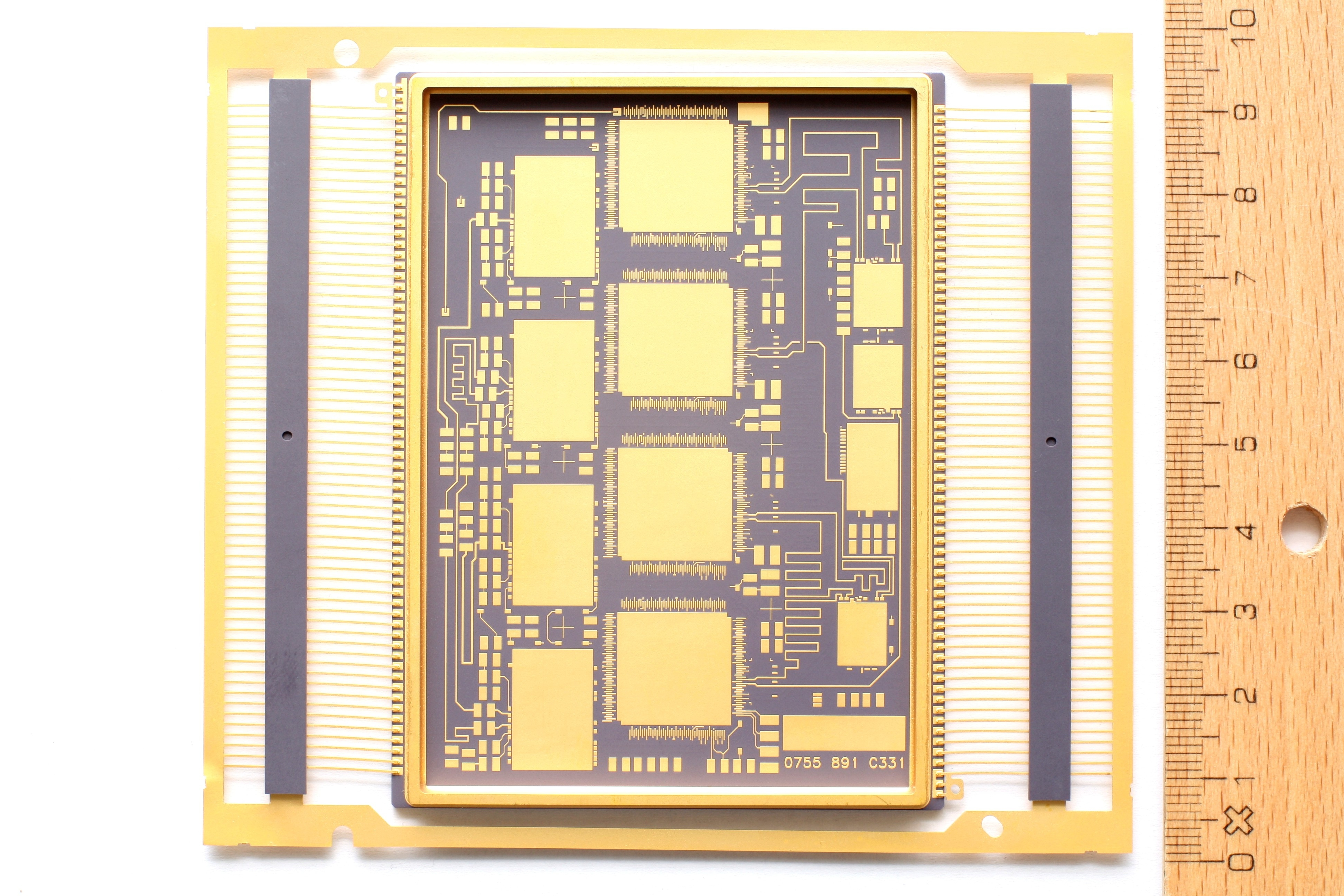
Друкована плата на LTCC, де видно місця для подальшої пайки чипів

Зазвичай для виробництва багатошарових друкованих плат використовувалися раніше органічні матеріали. Збільшення робочих частот сучасних мікросхем на друкованих платах потребувало зміни матеріалу, що і привело до створення технології LTCC.
Суть технології полягає в тому, що пристрій виготовляється подібно друкованій платі, але знаходиться в розплаві скла. "Низькотемпературна" означає, що випал здійснюється при температурах близько 1000С замість 2500С для технології HTCC, коли можливе використання не надто дорогих високотемпературних компонент з молібдену і вольфраму в HTCC, але і більш дешевої міді в сплавах золотом і сріблом. 

## Переваги та недоліки технології
Традиційними перевагами технології LTCC вважаються:
- Економічність і дешевизна виготовлення пристроїв
- Герметичність від вологи включаючи випадання конденсату всередині електронного пристрою при досягненні Точки Роси
- Стійкість до нагрівання пристрою при пожежах або сильних індукційних токах, що важливо для військових цілей
- Незмінюваність геометрії пристрою при різких перепадах температури
- Висока механічна міцність як для загартованого скла
- Надійність мікрохвильових пристроїв
- Можливість створення "багатошарових плат" (3D інтеграція)

LTCC не має суттєвих недоліків щодо попередньої технології HTCC і фактично є її вдосконаленням з використанням більш дешевих матеріалів і більш простого низькотемпературного процесу.